# Switzer Reef
Switzer Reef är ett rev på Stora Barriärrevet  i Australien.   Det ligger 12 km öster om Barrow Point, en udde i Cape Melville National Park, i delstaten Queensland.